# Selago setulosa
Selago setulosa är en flenörtsväxtart som beskrevs av Robert Allen Rolfe. Selago setulosa ingår i släktet Selago och familjen flenörtsväxter. Inga underarter finns listade i Catalogue of Life.